# Loxocarya magna
Loxocarya magna är en gräsväxtart som beskrevs av Kathy A. Meney och Kingsley Wayne Dixon. Loxocarya magna ingår i släktet Loxocarya och familjen Restionaceae. Inga underarter finns listade i Catalogue of Life.